# Марк Курланскі
Марк Курланскі (7 грудня 1948) — американський журналіст і письменник, автор низки художніх і публіцистичних книг. Його книга 1997 року Тріска: біографія риби, яка змінила світ (1997) стала міжнародним бестселером і була перекладена понад п’ятнадцятьма мовами. Його книга Ненасильство: двадцять п’ять уроків з історії небезпечної ідеї (2006) стала переможцем Дейтонської літературної премії миру 2007 року.

## Життя і творчість
Курланскі народився в Хартфорді, штат Коннектикут, 7 грудня 1948 року  . Він навчався в Університеті Батлера, де отримав ступінь бакалавра в 1970 році . Свою кар'єру розпочав як драматург. Він вивчав театр у коледжі і написав сім чи вісім п’єс, деякі з яких були поставлені. Але він сказав, що «розчарувався в театрі, тобто розчарувався в Бродвеї» .
З 1976 по 1991 рік він працював кореспондентом у Західній Європі для Miami Herald, The Philadelphia Inquirer і, зрештою, для паризької International Herald Tribune   . У 1982 році він переїхав до Мексики, де продовжив займатися журналістикою. У 2007 році він був названий письменником-резидентом коледжу Барух Харман .
Свою першу книгу «Материк островів» Курланський написав у 1992 році, а протягом 1990-х років написав ще кілька. Його третій документальний твір «Тріска: біографія риби, яка змінила світ» отримав у 1998 році премію Джеймса Бірда . Вона стала міжнародним бестселером і була перекладена понад 15 мовами. Його робота та внесок у баскську ідентичність і культуру були визнані в 2001 році, коли Товариство вивчення басків в Америці внесло його до Баскської зали слави . Того ж року він отримав звання почесного посла від баскського уряду .
У підлітковому віці Курланський називав Еміля Золя своїм «героєм», а в 2009 році він переклав один із романів Золя « Живот Парижа», тема якого — продовольчі ринки Парижа .
Книга Курланського 2009 року « Їжа молодшої країни» з підзаголовком «Портрет американської їжі – до національної системи автомагістралей, до мережевих ресторанів і до замороженої їжі, коли їжа нації була сезонною, регіональною та традиційною – з втрачених WPA файлів», деталізує американські ресторани початку 20 століття.

## Публікації

### Документальна література
- A Continent of Islands: Searching for the Caribbean Destiny (1992), Addison-Wesley Publishing. ISBN 0-201-52396-5
- A Chosen Few: The Resurrection of European Jewry (1995), ISBN 0-201-60898-7
- Cod: A Biography of the Fish That Changed the World (1997), ISBN 0-8027-1326-2[7]
- The Basque History of the World (1999), ISBN 0-8027-1349-1
- Salt: A World History (2002), ISBN 0-8027-1373-4[8]
- 1968: The Year that Rocked the World (2004), ISBN 0-345-45581-9[9]
- The Big Oyster: History on the Half Shell (2006), ISBN 0-345-47638-7
- Nonviolence: The History of a Dangerous Idea (2006), ISBN 978-0-224-07791-0
- Nonviolence: Twenty-five Lessons From the History of a Dangerous Idea (2006), ISBN 0-679-64335-4
- The Last Fish Tale: The Fate of the Atlantic and Survival in Gloucester, America's Oldest Fishing Port and Most Original Town (2008), ISBN 0-345-48727-3
- The Food of a Younger Land (2009), ISBN 1-59448-865-7
- The Eastern Stars: How Baseball Changed the Dominican Town of San Pedro de Macoris (2010), ISBN 1-59448-750-2
- World Without Fish (2011), this work was chosen by many school districts to be used in their curriculum as part of EL education, including Wake County Public School System.
- What?: Are These the 20 Most Important Questions in Human History—Or Is This a Game of 20 Questions? (2011), ISBN 978-0-8027-7906-9
- Hank Greenberg: The Hero Who Didn't Want to Be One (2011), ISBN 978-0300136609
- Birdseye: The Adventures of a Curious Man (2012), ISBN 978-0-385-52705-7
- Ready for a Brand New Beat: How "Dancing in the Street" Became the Anthem for a Changing America (2013), ISBN 978-1-59448-722-4
- International Night: A Father and Daughter Cook Their Way Around the World with Talia Kurlansky (2014), ISBN 978-1-620-40027-2
- Paper: Paging Through History (2016), ISBN 978-0393239614[10]
- Havana: A Subtropical Delirium (2017), ISBN 978-1632863911
- Milk!: A 10,000-Year Food Fracas (2018), ISBN 9781632863843
- Bugless: Why Ladybugs, Butterflies, Fireflies, and Bees are Disappearing (2019), ISBN 978-1547600854
- Salmon and the Earth: The History of a Common Fate (2020), ISBN 978-1938340864
- The Unreasonable Virtue of Fly Fishing (2021), ISBN 978-1635573077
- The Importance of Not Being Ernest: My Life with the Uninvited Hemingway (2022), ISBN 9781642504637

### Художня література
- Біла людина на дереві та інші історії (2000),ISBN 0-671-03605-X
- Boogaloo on 2nd Avenue: A Novel of Pastry, Guilt, and Music (2005),ISBN 0-345-44818-9
- Їстівні історії: роман у шістнадцяти частинах (2010),ISBN 1-59448-488-0
- Міські звірі: Чотирнадцять історій непроханої дикої природи (2015),ISBN 9781594485879

### Дитячі книги
- The Cod's Tale, ілюстрований С. Д. Шиндлером (Дж. П. Путнамові сини, 2001),ISBN 0-399-23476-4
- The Girl Who Swam to Euskadi (Ріно, Невада: Центр баскських досліджень, 2005),ISBN 1-877802-54-9
- Історія солі, іл. SD Schindler (Putnam, 2006),ISBN 0-399-23998-7
- Battle Fatigue (Walker Books & Co., 2011),ISBN 978-0-8027-2264-5, історичний роман для молоді,OCLC 704383968
- Застиглий час: Епатажна ідея Кларенса Бердсая про заморожену їжу (2014),ISBN 978-0-385-37244-2, 165 стор.

### Як редактор
- Choice Cuts: A Savory Selection of Food Writing From Around the World and Throughout History (2002),ISBN 0-345-45710-2

### Як перекладач
- «Живот Парижа» Еміля Золя, Марк Курланський як перекладач. Сучасна бібліотека, 2009.ISBN 978-0-8129-7422-5ISBN 978-0-8129-7422-5

### В українському перекладі
- Молоко! 10 000 років суперечок, Перекладач : Тарас Бойко  (2021), видавництво Урбіно, ISBN 9789662647778

## Нагороди
- 1998: Премія Джеймса А. Бірда за видатне написання про їжу [2]
- 2006: Письменник року про їжу Bon Appétit [2]
- 2007: Нонфікшн, лауреат Дейтонської літературної премії миру за ненасильство: Двадцять п’ять уроків з історії небезпечної ідеї (2006). [2] [11] [12]
- 2007: Почесний доктор літератури, Університет Батлера [2]
- 2011: Золота нагорода, National Parenting Publications Awards для World Without Fish [2]
- Премія «Плума Плата» за «Сіль» [2]